# Berlin International University of Applied Sciences
Die Hochschule Berlin International University of Applied Sciences ehemalig BAU International Berlin – University of Applied Sciences nahm 2014 ihren Studienbetrieb auf und ist eine gebührenpflichtige private, staatlich anerkannte Fachhochschule. Träger von Berlin International University o. A. Sc. ist die im Land Berlin registrierte „B.A.U. Higher Education Service gGmbH“.

## Geschichte
Die Gründung erfolgte auf Initiative des türkischen Unternehmers Enver Yücel, des Gründers des „BAU Global Education Networks“ – eines internationalen Netzwerks von Schulen, Universitäten und weiteren Zweigstellen. Im Juli 2014 erhielt sie die Erlaubnis zur Aufnahme des Studienbetriebs durch den Berliner Senat. Die Studiengänge begannen im Oktober 2014.

## Studiengänge
Die Hochschule bietet folgende Studiengänge an:
- M.A. Innenarchitektur
- M.A. Interior Design
- B.A. Architektur
- B.A. Innenarchitektur
- B.A. Grafikdesign und Visuelle Kommunikation
- B.A. Betriebswirtschaftslehre – Internationales Management und Marketing
- B.A. Betriebswirtschaftslehre – Data Science & Business
- MBA  Master of Business Administration